# 毛利親詮
毛利 親詮（もうり ちかあき、天保3年12月5日（1833年1月25日） - 明治26年（1893年）4月18日）は、長州藩一門家老である大野毛利家の9代当主。
父は毛利熈頼。母は堅田就正の孫娘。正室は綾小路有長の娘。子は毛利徳正（のりまさ、毛利元徳より偏諱の授与を受ける）、有光康尉、宍戸乙彦（五男）、遊亀子（玉乃一熊夫人）ら。通称は少輔五郎、伊賀、織部、将監。

## 生涯
天保3年（1832年）12月5日、一門吉敷毛利熈頼の子として生まれる。元服の際には、藩主・毛利慶親（のちの敬親）より偏諱の授与を受けて親詮と名乗る。文久2年（1862年）、兵庫警衛総奉行を務める。元治の内乱による藩内の内戦では、大谷口総奉行として萩の防衛を務めた。慶應元年（1865年）、登城して藩主・毛利敬親に藩内の抗争の停止を建言する。改革派による新政権が成立すると城代となる。慶応2年（1866年）、長州藩が幕府による第二次長州征討を受けた際に、周防平生の防衛にあたる。明治26年（1893年）4月18日死去。享年62。五男の乙彦は宍戸家を相続し、明治33年（1900年）に男爵に叙された。